# Rizopuspepsin
Rizopuspepsin (EC 3.4.23.21, Rhizopus aspartinska proteinaza, neuraza, Rhizopus kiselinska proteaza, Rhizopus kiselinska proteinaza) je enzim. Ovaj enzim katalizuje sledeću hemijsku reakciju
Hidroliza proteina sa širokom specifičnošću, slično pepsinu A. Postoji preferencija za hidrofobne ostatake u P1 i P1'.  Dolazi do zgrušavanja mleka i aktivacije tripsinogena. Ne dolazi do razlaganja , ali se razlaže  i  u B lancu insulina
Ovaj enzim je prisutan u gljivi Rhizopus chinensis.

## Literatura
- Nicholas C. Price; Lewis Stevens (1999). Fundamentals of Enzymology: The Cell and Molecular Biology of Catalytic Proteins (Third изд.). USA: Oxford University Press. ISBN 019850229X.
- Eric J. Toone (2006). Advances in Enzymology and Related Areas of Molecular Biology, Protein Evolution (Volume 75 изд.). Wiley-Interscience. ISBN 0471205036.
- Branden C; Tooze J. Introduction to Protein Structure. New York, NY: Garland Publishing. ISBN 0-8153-2305-0.
- Irwin H. Segel. Enzyme Kinetics: Behavior and Analysis of Rapid Equilibrium and Steady-State Enzyme Systems (Book 44 изд.). Wiley Classics Library. ISBN 0471303097.

## Spoljašnje veze
- Rhizopuspepsin на 